# Веселоподольский сахарный завод
Веселоподольский сахарный завод — предприятие пищевой промышленности в посёлке городского типа Семёновка Семёновского района Полтавской области Украины, прекратившее своё существование.

## История

### 1930 - 1991
Строительство сахарного завода на окраине села Семёновка (возле железнодорожной станции Весёлый Подол) началось весной 1928 года и проходило в соответствии с первым пятилетним планом развития народного хозяйства СССР. В 1930 году завод был введён в эксплуатацию и уже в первый год он перерабатывал 12 - 13 тыс. центнеров сахарной свеклы в сутки и производил пять железнодорожных вагонов сахара в сутки. Для увеличения урожаев свеклы находившаяся в Семёновке сельхозартель имени Чапаева была расширена, и в селе была открыта машинно-тракторная станция.
Позднее при сахарном заводе был построен заводской клуб с залом на 500 мест и библиотекой.
После начала Великой Отечественной войны, в августе 1941 года в связи с приближением к посёлку линии фронта оборудование сахарного завода и МТС было демонтировано и эвакуировано в Среднюю Азию. 12 сентября 1941 года Семёновка была оккупирована наступавшими немецкими войсками и 86 жителей были расстреляны. В условиях оккупации в посёлке возникла подпольная группа, которую возглавил П. О. Зинченко. Подпольщики вели агитацию среди населения района, распространяли листовки, а также оказывали помощь советским военнопленным из концлагеря, организованного на территории сахарного завода (доставали для них гражданскую одежду и организовывали побеги). Перед отступлением немецкие войска разрушили здания всех промышленных предприятий райцентра и подожгли Семёновку (в результате сгорели все строения колхоза имени Чапаева и 134 двора, а общий ущерб посёлку составил 40 млн. рублей).
25 сентября 1943 года части 1235-го стрелкового полка РККА освободили Семёновку, после чего началось восстановление райцентра.
5 января 1944 года директор Семёновского райпромкомбината отчитался о завершении восстановления пяти из восьми цехов сахарного завода. В дальнейшем завод начал производство сахара (400 пудов в сутки).
В 1949 году обеспечивавший завод свеклой колхоз имени Чапаева был вновь электрифицирован (здесь была запущена колхозная электростанция).
Электрификация позволила механизировать трудоёмкие производственные процессы и установить на сахарном заводе новое оборудование. В результате, объем переработки свеклы был увеличен почти в полтора раза, а объем производства сахара - в два раза.
В 1963 году Семёновка была подключена к КремГЭС, что позволило увеличить производительность завода. В результате, в 1965 году завод выполнил годовой план производства сахара на 110% (за производственные достижения 155 работникам было присвоено звание ударников коммунистического труда, а одному цеху и четырем бригадам завода - звание коллективов коммунистического труда).
В целом, в советское время сахарный завод входил в число крупнейших предприятий райцентра.

### После 1991
После провозглашения независимости Украины сахарный комбинат перешёл в ведение государственного комитета пищевой промышленности Украины. В дальнейшем, государственное предприятие было преобразовано в открытое акционерное общество.
В сентябре 2002 года хозяйственный суд Полтавской области возбудил дело о банкротстве ОАО «Веселоподольский сахарный завод», в сентябре 2003 года завод был признан банкротом.
Владельцем завода стала сначала зарегистрированная в Полтавской области фирма ООО "Семенівка - цукор", а затем зарегистрированная в Киеве компания ООО "Цукровик Полтавщини" (код ЕГРПОУ 30811110).
В апреле 2017 года на территории очистных отстойников закрытого Веселоподольского сахарного завода был обнаружен 152-мм артиллерийский снаряд, который был обезврежен прибывшими на вызов взрывотехниками аварийно-спасательного отряда управления ГСЧС в Полтавской области.
2 марта 2018 года было объявлено о намерении построить на территории бывшего Веселоподольского сахарного завода частное зернохранилище.